# Serge Maheshe
 (mai 2010).
Si vous disposez d'ouvrages ou d'articles de référence ou si vous connaissez des sites web de qualité traitant du thème abordé ici, merci de compléter l'article en donnant les références utiles à sa vérifiabilité et en les liant à la section « Notes et références ».
 (mai 2010).
Améliorez-le ou discutez des points à vérifier. 
Serge Maheshe est un journaliste et secrétaire de rédaction à Radio Okapi (Bukavu) en République démocratique du Congo, assassiné de trois balles dans la nuit du 13 juin 2007, à Bukavu, chef-lieu de la province du Sud-Kivu.

## Biographie
Licencié en droit de l’Université catholique de Bukavu, âgé de 31 ans, marié, père de deux enfants, Serge Maheshe, a fait ses preuves dans la couverture de l’actualité en zone de conflit et dans des situations tendues. Parlant le français, l’anglais, le swahili, le lingala et plusieurs dialectes du Sud-Kivu, Serge Maheshe a couvert l’actualité en Ituri, à Goma, à Kisangani, à Kinshasa, à Uvira, sur les hauts plateaux de Minembwe et à Bukavu son poste d’attache.
Engagé pour la paix, Serge a marqué de sa présence l’actualité nationale congolaise dominée par divers conflits armés. Mais aussi par l’engagement de la population vers la démocratie, l’État de droit et la fin de l’insécurité.
Par ses reportages sans complaisance, l’absence de la peur malgré les réalités et les dangers de la région des grands lacs en général et de la province du Sud-Kivu en particulier, il s'était forgé une bonne réputation et une grande popularité tant auprès de la population congolaise que de ses pairs de la presse. Ces derniers lui rendront divers hommages à Bukavu et dans la capitale congolaise Kinshasa les jours qui ont suivi le 13 juin fatidique de son assassinat. Le courage dont il faisait preuve dans ses reportages lui vaudra nombreuses menaces de mort depuis 2004 jusqu'à un mois avant sa mort ou il fut menacé devant sa maison par des éléments de la garde présidentielle congolaise a Bukavu.
Les amis de la justice tant nationaux qu'internationaux, sa famille, ses enfants et ses amis, sont jusqu'à ce jour reste sur leur soif de justice par rapport à son assassinat. La cour militaire de Bukavu n'affichera au long du premier procès ainsi que de celui en appel, aucune volonté au niveau de l'exploitation des multiples pistes et éléments crédibles.
Un rapport des Nations unies (cf. liens externes) sur les procès relèvera:
- le refus de la Cour militaire d’instruire d’autres pistes et mobiles crédibles et susceptibles d’apporter davantage de lumière sur le meurtre de Serge Maheshe ;
- la persistance des insuffisances des enquêtes pénales ;
- l’absence d’enquête indépendante et impartiale sur les accusations de subornation portées contre deux magistrats militaires ;
- un climat d’intimidation et de menaces contre les avocats de la défense et les observateurs du procès;

Sa courte vie interrompue étant la preuve que pour le Congo le changement est possible comme il le disait "Je crois que nous pouvons faire des miracles dans ce pays".